# オーディエンス (バンド)
オーディエンス（Audience）は、1969年から1972年、そして2004年から2013年まで活動していた、カルト的な人気を誇るイギリスのアート・ロック・バンド。
オリジナル・バンド・メンバーは、ナイロン弦エレクトリック・アコースティックギターとボーカルを担当するハワード・ワース、ソプラノ・サクソフォーン、テナー・サクソフォーン、フルート、クラリネットを担当するキース・ジェメル、ベースとボーカルを担当するトレヴァー・ウィリアムズ、そしてドラムとボーカルを担当するトニー・コナー（本名アンソニー・ジョン・コナー、1947年4月6日、ヘイヴァリング区ロムフォード出身）であった。

## 略歴

### 編成
オーディエンスのルーツは、セミプロのソウル・バンド「ロイド・アレクサンダー・リアル・エステート（Lloyd Alexander Real Estate）」にある。このバンドには、ジョン・リチャードソンがルベッツを結成するためにバンドを脱退した時点で、コナーを除くオーディエンスのメンバー全員が参加していた。そして、ワース、ウィリアムズ、ジェメルが新バンド結成を決意した際、コナーのことを思い浮かべた。「ロイド・アレクサンダー・リアル・エステート」は1967年に45回転シングル「Gonna Live Again/Watcha' Gonna Do (When Your Baby Leaves You)」（President PT157）1枚をリリースした。これはモッドR&Bのレコードである。
リハーサル開始から数週間のうちに、オーディエンスはマネジメント契約、出版契約、ロニー・スコッツ・ジャズ・クラブでのレジデント契約、そしてポリドールとのレコーディング契約を獲得した。それによりファースト・アルバム『オーディエンス』をレコーディング。アコースティック・ギターを主体としたアルバムで、ジェメルのサクソフォーンはしばしば電気的なエレクトリック・リードギターにも似た音へと変えられていた。なお、弦楽器とホーン・アレンジはアンドリュー・プライス・ジャックマンが担当した。しかし、バンドはレコード会社のプロモーション方法に不満を抱き（アルバムからのシングル「Too Late I'm Gone」が予定されていたもののキャンセルされた）、宣伝活動への関与を避けるため、一時的にスイスへ移住した。
年末までに、バンドは楽曲、アレンジ、そしてステージ・パフォーマンスで、世間やジャーナリストから高い評価を得ていた。また、バーニー・プラッツ＝ミルズ監督によるイーストエンドのスキンヘッド映画『ブロンコ・ブルフロッグ』の音楽も依頼され、後にマイク・リーが取り上げるようなジャンルを確立した。

### レコーディング
ポリドールからデビュー・アルバムをリリースした後、カリスマ・レコードのディレクターであったトニー・ストラットン・スミスは、レッド・ツェッペリンのサポートを務めているこのバンドの才能に目をつけ、すぐに自身のレーベルとの契約を結んだ。オーディエンスはカリスマにおいて3枚のアルバムをレコーディングした。その最初のアルバム『フレンズ・フレンズ・フレンド』はバンドがプロデュースとデザインを担当した。続く『ハウス・オン・ザ・ヒル』と『ランチ』はガス・ダッジョンがプロデュースし、ロバート・カービーがアレンジを担当、ジャケット・デザイナーのヒプノシスがカバー・アートを担当した。
最初の2枚のアルバムはアメリカでは発売されなかったが、エレクトラ・レコードと契約し、最後の2枚のアルバムがアメリカで発売された。
ダッジョンがバンドのために初めてプロデュースした45回転レコード「Indian Summer」は、アメリカでチャートの下位に沈んだが、この頃には3年間ほぼ休みなく働き続けていたため、バンドは疲弊し、不満を抱えていた。ロッド・スチュワート・アンド・フェイセズ、カクタスとの全米ツアーは成功を収めたものの、事態は悪化し、1972年1月にジェメルがバンドを脱退した。
未完成だったアルバム『ランチ』は、ローリング・ストーンズのブラス・セクション、ジム・プライスとボビー・キーズの協力を得て完成。その後、彼らはキーボードのニック・ジャッド、アルト&ソプラノ・サクソフォーンのパット・チャールズ・ニューバーグを新メンバーとして迎え、すぐにツアーへと復帰した。

### 解散
バンドはジェメルの脱退から立ち直ることができなかった。バンドのメイン作詞家だったウィリアムズは8ヶ月後に辞任。その後まもなく、ジャッドがジューシー・ルーシーへの加入オファーを受けたことでバンドは解散した。ジャッドはその後、アラン・ボウン、アンディ・フレイザー・バンド、ブライアン・イーノ、フランキー・ミラー、シャークスなどを経て、最近ではマッドネスのスピンオフ・バンドで活動している。
キース・ジェメルはその後、スタックリッジに加入したのち、サミーを結成した。サミーの唯一のアルバムはディープ・パープルのイアン・ギランがプロデュースを担当した。その後、ロイ・ヤング・バンドに移籍。この間、彼はセッションやアレンジも手掛け、映画のサウンドトラック・ライターであるジョン・アルトマンと共同で制作することが多かった。その後、14年間にわたってパサデナ・ルーフ・オーケストラに所属した。
ハワード・ワースはこの頃、そのままカリスマに残り、ダッジョンがプロデュースした初のソロ・アルバムを制作中だった。キング・ブリリアントと呼ばれた彼のバンドは、フックフットのメンバーとキーボードのマイク・モランで構成され、ハワード・ワース・アンド・ザ・ムーンビームズと改名され、シングル「Lucinda」でチャート入り寸前まで行った。しかし、それは叶わず、ジム・モリソンの後任としてドアーズ（アメリカのエレクトラ・レコード・レーベルでオーディエンスと親交があった）にヘッド・ハンティングされたため、ワースはアメリカへ渡った。ドアーズは再結成されず、ワースはドアーズのキーボード担当レイ・マンザレクや、キャプテン・ビーフハート・アンド・ザ・マジック・バンドといったミュージシャンたちと様々な短期プロジェクトに参加した後、1980年代初頭にイギリスへと戻った。ライブ活動はたまにしか行わなかったものの、ワースは後にデモン・レコードにて『6 of 1』と『Half a Dozen of the Other』という2枚のソロ・アルバムを、そして自身のルミナス・ミュージック・レーベルにて『The Evolution Myth Explodes』をレコーディングした。
トレヴァー・ウィリアムズは1960年代のヒットメーカー、ナッシュビル・ティーンズに加入した。このバンドはレン・タッキーが率いていたが、タッキーはすぐに脱退し、ガールフレンドのスージー・クアトロがミッキー・モストとのキャリアをスタートさせるのを手伝った。ウィリアムズはジョナサン・ケリーズ・アウトサイドに移り、シングル「Outside」とアルバム『ウェイティング・オン・ユー』をレコーディングした。このバンドはツインギターのスノウィー・ホワイトとチャズ・ジャンケルをフロントに迎え、元グレアム・ボンドのドラマーであるデイヴ・シーン、そして、かつてピーター・グリーンやクロスビー・スティルス&ナッシュと活動していたパーカッショニストのジェフ・ウィテカーを加えていた。その後、彼はナッシュビル・ティーンズに戻り、今度は友人のロブ・ヘンドリー（元ルネッサンスのギタリストで、後にザ・モーターズやアラン・プライスにも参加）と共に、バンドのイメージと運命を一新するという誤った計画を実行してしまった。結果、この計画が頓挫すると、ウィリアムズは完全にバンド活動から足を洗った。
トニー・コナーもミッキー・モストと組むことになった。彼はザ・ナイスから派生したジャクソン・ハイツで活動した後、1973年にモストの系列会社であるホット・チョコレートに加わり、それ以来ずっとそこに在籍している。

### 再結成
オーディエンスのオリジナル・メンバーは、いくつかの小さなプロジェクトを共に手がけたものの、解散から32年後まで活動的なバンドとして再び登場することはなかった。2004年、ハワード・ワース、キース・ジェメル、トレヴァー・ウィリアムズはドイツ、イタリア、カナダ、イギリスで公演を行い、ホット・チョコレートに引き続き参加していたトニー・コナーに代わって、ドラマー兼ボーカリストのジョン・フィッシャー（1960年12月8日、ダービーシャー州バクストン生まれ、2008年9月27日死去）を起用し、エクレクティック・レコードからライブ・アルバム『アライヴ&スクリーミン&キッキン&シャウティン』をレコーディングした。この時期にジェメルは、ジェラード・マンリ・ホプキンスの詩にインスパイアされた『The Windhover』と、1960年代初頭のソウルのルーツへのトリビュート『Unsafe Sax』という2枚のソロ・アルバムをリリースした。
2008年9月27日、ジョン・フィッシャーが膵癌で亡くなった後、オーディエンスはドラマーにサイモン・ジェフリーを採用した。ジェフリーはバーニー・トーメやブルー・パルスでも活動していたが、ブルー・パルスには2009年にトレヴァー・ウィリアムズが加入した。オーディエンスは2013年にロンドンの100クラブで最後のギグを行ったが、その直後、既に癌と闘病中だったキース・ジェメルが体調を崩し、演奏できなくなった。ウィリアムズはその後、ジェメルなしでは活動を続けたくないと発表したが、2023年に引退するまでブルー・パルスでの活動を続け、2012年にはハワード・ワースが数曲にゲスト参加したアルバム『Trams』をリリースした。
キース・ジェメルは2016年7月24日、舌癌のため亡くなった。

## メンバー
- ハワード・ワース (Howard Werth) - ギター、ボーカル (1969年–1972年、2004年–2013年)
- トレヴァー・ウィリアムズ (Trevor Williams) - ベース、ボーカル、アコーディオン (1969年–1972年、2004年–2013年)
- トニー・コナー (Tony Connor) - ドラム、ピアノ、ボーカル (1969年–1972年)
- キース・ジェメル (Keith Gemmell) - サクソフォーン、フルート、クラリネット (1969年–1972年、2004年–2013年) ※2016年死去
- ニック・ジャッド (Nick Judd) - キーボード (1972年)
- パット・チャールズ・ニューバーグ (Pat Charles Neuberg) - サクソフォーン (1972年)
- ジョン・フィッシャー (John Fisher) - ドラム、ボーカル (2004年–2008年) ※2008年死去
- サイモン・ジェフリー (Simon Jeffrey ) - ドラム、ボーカル (2008年–2013年)

## ディスコグラフィ

### スタジオ・アルバム
- 『オーディエンス』 - Audience (1969年)
- 『フレンズ・フレンズ・フレンド』 - Friend's Friend's Friend (1970年)
- 『ハウス・オン・ザ・ヒル』 - The House on the Hill (1971年) ※旧邦題『丘の上の家』
- 『ランチ』 - Lunch (1972年)

### ライブ・アルバム
- 『アライヴ&スクリーミン&キッキン&シャウティン』 - Alive & Kickin' & Screamin' & Shoutin'  (2005年、Eclectic Discs)

### コンピレーション・アルバム
- You Can't Beat 'Em (1973年、Charisma) ※LPカバーの背表紙にはこのタイトルが示されているが、他のどこにも記載されていない
- Unchained (Charisma/Virgin, 1992年)

### シングル
- "Belladonna Moonshine"/"The Big Spell" (1970年)
- "Indian Summer"/"It Brings a Tear"/"Priestess" (1971年) ※全米 74位[2]
- "You're Not Smiling"/"Eye to Eye" (1971年)
- "Stand by the Door"/"Thunder and Lightnin'" (1972年)